# Stroncatura
La stroncatura, in dialetto calabrese struncatura, è un piatto tipico della cucina calabrese, di Gioia Tauro; il formato della pasta sarebbe giunto in Calabria alla fine del XIX secolo tramite mercanti amalfitani. Sebbene attualmente sia diffusa in tutta la Calabria, la zona di maggiore vendita e consumo è da considerarsi la fascia tirrenica nella piana di Gioia Tauro nella città metropolitana di Reggio Calabria. La componente principale del piatto è una pasta realizzata con i residui di farina e crusca della molitura del grano le conferiscono il suo aspetto ruvido e grossolano, grazie alla forma e al suo particolare impasto trattiene molto bene il condimento. La pasta viene generalmente condita con ingredienti tipici della tradizione contadina quali olio extravergine di oliva, aglio, peperoncino calabrese, alici e mollica di pane tostata. Che sia da secoli un piatto della tradizione culinaria della provincia reggina, lo dimostra il fatto che ad oggi essa è una delle portate principali di ristoranti tipici, nonché piatto principe di occasioni conviviali, feste e sagre, una delle quali si svolge a Gioia Tauro, . La sua importanza per la tradizione del territorio, è data dal fatto di essere stata anche scelta per rappresentare parte del patrimonio culinario calabrese al padiglione Rai di Expo 2015.

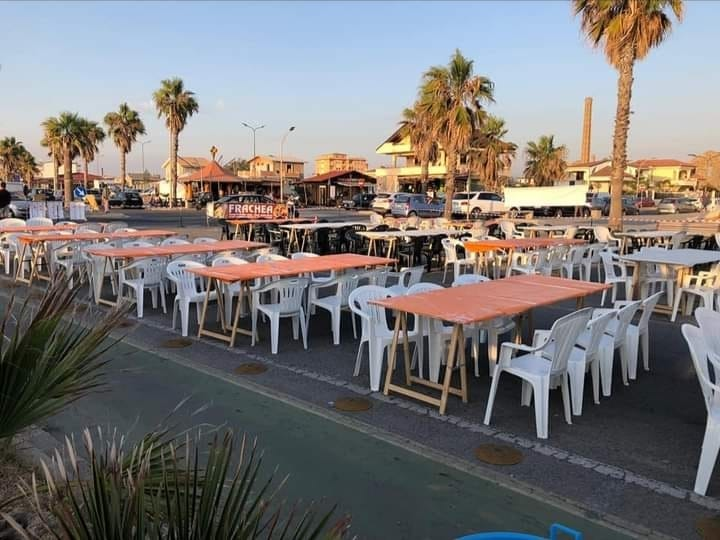
Sagra della struncatura, Gioia Tauro

## Origini
Le origini della stroncatura sono molto antiche, essa giunse in Calabria con gli amalfitani, non a caso un piatto della tradizione povera natalizia amalfitana è la "pasta atterrata", per la quale si usa il formato di pasta detta correnti, che si produce esattamente come la struncatura. Gli amalfitani, da secoli, intrattenevano rapporti commerciali con la Calabria, avviando varie attività commerciali. È importante rilevare che intorno alla fine del 1800 nella piana di Gioia Tauro, si riscontrava una presenza cospicua di commercianti provenienti dalla Costiera Amalfitana come risulta dall'Annuario d'Italia del 1895 dove si evidenzia una numerosa presenza di commercianti di pasta. Gli amalfitani, presenti appunto in tutta la Piana, probabilmente iniziarono a diffondere questo prodotto che originariamente sembrava essere destinato agli animali, divenne dapprima un piatto della cucina povera, ma oggi è patrimonio culinario di tutta la zona. In alcuni centri pianigiani la "struncatura" vanta un'antica tradizione, e questo la rende appunto piatto tipico di Gioia Tauro e Palmi. La tradizione tramanda che i pastifici utilizzavano le scopature di magazzino cioè raccoglievano da terra e i residui misti di farina e crusca delle operazioni di molitura del grano. Successivamente venivano impastati dando luogo ad un tipo di pasta dal colore scuro chiamata, appunto, struncatura che veniva venduta a prezzi molto bassi. Essendo destinata agli animali, per motivi igienici venne proibita per l'alimentazione umana, ma continuò comunque ad esser venduta in alcune botteghe del posto, quasi come fosse merce di contrabbando. Talvolta risultava di sapore molto acido e veniva data in pasto a galline e maiali. Per il suo bassissimo costo veniva consumata dalle classi sociali meno abbienti, e per correggere o attenuare il grado di acidità veniva condita con salse molto piccanti o con acciughe salate. Attualmente, la sua ricetta è stata riscoperta e adeguata alla normativa vigente. È prodotta da pochi pastifici artigianali con ingredienti di qualità come grano durola pasta farina integrale.